# Toti Soler
|  | Per a altres significats, vegeu «Jordi Soler i Font». |

Jordi Soler i Galí, conegut artísticament com a Toti Soler (Vilassar de Dalt, Maresme, 7 de juny de 1949) és un guitarrista i cantautor català. És considerat una figura destacada de la música contemporània a Catalunya i del panorama de la Nova Cançó. Va tenir una formació clàssica i va rebre influències del blues, el jazz i el flamenc.

## Biografia
Va néixer el 7 de juny de 1949 a la localitat de Vilassar de Dalt, població situada a la comarca del Maresme, fill del metge (i músic, encara que no professional) Jordi Soler i Bachs. Va cursar els estudis musicals al Conservatori Superior de Música de Barcelona i posteriorment va ampliar-los a Londres, estudiant l'any 1969 a l'Spanish Guitar Center. A principis de la dècada del 1970 viatjà fins a Morón de la Frontera, a Andalusia, per tal d'ampliar els coneixements entorn de la guitarra amb el guitarrista gitano Diego del Gastor.

## Activitat musical
La discografia de Toti Soler és àmplia i segueix creixent. Abasta una obra diversa, des dels inicis amb els grups Els Xerracs, Brenner's Folk que esdevindrien el grup folk-rock Pic Nic, continuant amb enregistraments d'aire folk o rock en solitari. Amb el grup Om i tocant la guitarra elèctrica va fer música rock progressiva, influïda pel jazz fusió desenvolupat per Miles Davis. Amb una de les versions d'aquest grup i juntament amb el pianista Jordi Sabatés va acompanyar Pau Riba en la gravació del disc Dioptria. Part de la gravació no va ser mai publicada, però el primer volum d'aquest disc és considerat per molts l'obra més important del rock català. Des del 1969 fins als primers anys setanta, Toti Soler va desenvolupar una de les obres més sòlides a la música moderna catalana, amb una evolució intensa, mostrada en concerts sovint amb un públic reduït, i en interacció amb altres músics i cantants de l'escena barcelonina. Dissortadament, sols alguns elements es van editar en disc, i encara bona part no resulta accessible en CD avui. Posteriorment, va estudiar flamenc a Morón de la Frontera amb el mític Diego del Gastor. En retornar a Catalunya va reorientar-se cap a una música més acústica, que va incorporar elements del flamenc, del jazz i la música popular brasilera, així com de la tradició catalana, i de la música clàssica.
Una part rellevant de l'obra de Toti Soler està en les seves col·laboracions amb altres intèrprets, com Ovidi Montllor, Jordi Sabatés, Cinta Massip, Ester Formosa, Carles Rebassa, Francesc Pi de la Serra, Sílvia Pérez Cruz, Pascal Comelade, Maria del Mar Bonet i la ja esmentada amb Pau Riba. La col·laboració amb el cantant Ovidi Montllor va començar el 1973 i amb el temps ha esdevingut una de les relacions artístiques més reeixides del panorama de la cançó en català. El 1976 participà en la segona edició del Canet Rock. Durant vint-i-sis anys, van enregistrar discos, fer recitals dins i fora dels Països Catalans (com el mític concert a l'Olympia de París) i elaborar diversos espectacles sobre l'obra de poetes com Joan Salvat-Papasseit, Vicent Andrés Estellés, Josep Maria de Sagarra o Ausiàs March (Veles e vents). Darrerament, també destaquen les seves contribucions musicals a espectacles del Teatre Lliure, tocant la guitarra integrat en la representació com en l'Oncle Vania.
El 2005 va rebre el Premi Nacional de Música, atorgat per la Generalitat de Catalunya, per L'arxiver de Tortosa, Racconto i Guitarra i cançons, i el 2006 fou guardonat amb la Creu de Sant Jordi.
L'any 2015 presenta al concert inaugural del BarnaSants L'Ovidi, poema sense acabar, en homenatge a Ovidi Montllor, vint anys després de la seva mort.

## Discografia selectiva
- Liebeslied (1972)
- El gat blanc (1973)
- Desdesig (1977)
- Lydda (1994)
- Cançons (2000)
- Vita Nuova (2002)
- Deu catalans i un rus (2005)
- Transparències (2016)
- Fill de la fortuna (2022)